# 我們看菊花去
我們看菊花去是白先勇1959年發表的短篇小說，一個弟弟送患上精神病的姊姊去醫院的故事，也是白先勇的一篇自傳。
故事中的男主角「我」受父親之托，為了騙患有精神病的姐姐去醫院治療，就跟姐姐說要去看菊花。一路上，作者交代了姐姐精神失常的線索。到了醫院時，姐姐看苗頭不對，便問“弟弟，我們不是去看菊花嗎？來這裡——”，弟弟告訴她“我們先去看一位朋友馬上就去看菊花”。故事到最終是林大夫把姐姐關到鐵柵裡面。「我」一個人身在遊人零落的新公園（今二二八和平紀念公園）看菊花。
（我們看菊花去）是白先勇寫自己的三姐白先明因患「精神分裂症」從美國回到台灣的一個故事，姐弟二人从小一起“在桂林上小学”，感情深厚。